# قطعة راجبية
القِطعَة الراجِبِيَّة (بالإنجليزية: internodal segment)‏ أو الراجِبَة أو البَيْعُقْديّة (بالإنجليزية: internode)‏ هي قِسْم من اللِّيف العَصَبيّ بين عُقدَتيّ رانفييه. لا يحدُث الانقِطاع (التَعَوُّق) لغِمْد اللِّيْفِ العَصَبِيّ أو للغِمْد البِدائِيّ عند العُقَد، بل على العكس من ذلك فهو يَمُر عبرها كما لو أنّه غِشاء مُستَمِر (غير مُتَقطِّع).